# Girl's Day
Girl's Day este o formație de fete sud-coreeană înființată de Dream T Entertainment în 2010. Constă în prezent din patru membre: Sojin, Minah, Yura și Hyeri. Jisun și Jiin au părăsit oficial grupul în 2010, în timp ce Jihae a plecat la sfârșitul anului 2012.
În ordinea lansării, cele mai mari hituri ale trupei includ „Twinkle Twinkle”, „Hug Me Once”, „Expect”, „Something”, „Darling” și „Ring My Bell”, toate având câte cel puțin un milion de copii vândute.
Pe parcursul carierei, Girl's Day au colaborat cu peste 20 de branduri, printre care LG Electronics, Pocky, Lotte World, Nexon și Bullsone ale lui Ezaki Glico. Girl's Day s-a clasat pe locul 13 în Korea Power Celebrity în 2015, o listă a celor mai influente celebrități din Coreea de Sud. În 2016, formația s-a clasat pe locul 26 în același clasament, în timp ce Hyeri, una din membre, a ajuns pe locul 3. 

## Discografie
- Expectation (2013)
- Love (2015)
- Girl's Day 2015 Autumn Party (2015)